# Perizoma seriata
Perizoma seriata är en fjärilsart som beskrevs av Moore 1888. Perizoma seriata ingår i släktet Perizoma och familjen mätare. Inga underarter finns listade i Catalogue of Life.